# Spermacoce reticulata
Spermacoce reticulata är en måreväxtart som beskrevs av Harwood. Spermacoce reticulata ingår i släktet Spermacoce och familjen måreväxter. Inga underarter finns listade i Catalogue of Life.